# Книга знаний (серия детских книг)
«Книга знаний» — серия детских научно-фантастических книг, написанных Александром Свириным в соавторстве с Михаилом Ляшенко.
Книги этой серии выходили с 1962 по 1970 годы в издательстве «Малыш» (до 1963 года издательство называлось «Детский мир»).
Главной особенностью книг этой серии является подача научно-популярной информации для детей в игровой форме — как процесса изучения окружающего нас мира детьми-инопланетянами.
Судя по финалу последней книги, планировалось продолжение, но серия осталась оборванной и незаконченной.

## Состав серии
В серии вышло всего 5 книг:
1. Свирин А., Ляшенко М. До Земли ещё далеко / Худож. Б. Маркевич и Н. Гришин. — М.: Детский мир, 1962. — 96 с. — (Книга знаний. 1). — 115 000 экз.
2. Свирин А., Ляшенко М. На этой планете можно жить / Худож. Б. Маркевич и Н. Гришин. — М.: Детский мир, 1964. — 96 с. — (Книга знаний. 2). — 115 000 экз.
3. Свирин А. Операция «Океан» / Рис. В. Севрюгова. — М.: Малыш, 1965. — 96 с. — (Книга знаний. 3). — 115 000 экз.
4. Свирин А. Большая охота / Илл. Г. Никольский и др.. — М.: Малыш, 1966. — 96 с. — (Книга знаний. 4). — 115 000 экз.
5. Свирин А. Экспедиция к предкам / Илл. В. Щапов и В. Севрюгов. — М.: Малыш, 1970. — 112 с. — (Книга знаний. 5). — 115 000 экз.

## Сюжетные линии
Трое школьных друзей — Ленка, Генка и Витька — собираются в гостях у Ленки и фантазируют с участием ленкиного деда — заслуженного научного работника.
На самом деле все они — экипаж инопланетного космического корабля. За спиной у них обезьяньи хвосты и стрекозьи крылья. Их настоящие имена — Нкале, Каген и Тькави. Капитан корабля — Лендед..
Цель межзвёздной экспедиции — изучение планеты Земля.
Капитан Лендед обладает обширнейшими научными знаниями, которыми он с удовольствием делится со всеми участниками экспедиции во время полёта и путешествий по Земле.
В последней книге («Экспедиция к предкам») герои из-за ошибки программы «заблудились во времени» и плутают по земной истории; финал предполагает продолжение — которого, однако, не последовало (дальнейшая судьба героев неизвестна).